# Яновер, Давид Захарович
Давид Захарович Яновер (1905 — 1972) — украинский советский кинематографист, режиссёр, актёр, организатор кинопроизводства, директор фильмов, кинопродюсер.
Самые кассовые фильмы, в создании которых он принимал участие - "Голубая стрела", "Эксперимент доктора Абста", "Гибель эскадры", "Семнадцатый трансатлантический".

## Биография
Родился 12 (25 мая) 1905 года в Чемеровцах (ныне Хмельницкая область, Украина) в семье еврейского драматурга и педагога Азриела Мордковича Яновера. В детские годы жил в Хотине. 
В 1930—1934 годах учился на режиссёрском факультете КГИТИ имени И. К. Карпенко-Карого. Член ВКП(б).
С 1935 года работал на студии «Укркинохроника». 
В годы Великой Отечественной войны служил заместителем начальника киногруппы Сталинградского, затем Центрального фронта.
В 1945 вернулся на "Укркинохронику".
С 1950 года — директор художественных фильмов на Киевской киностудии (20 художественных картин и 21 документальной). Сыграл ряд эпизодических ролей.
Работал с режиссёрами: Яковом Базеляном, Артуром Войтецким, Владимиром Довганем, Юрием Ильенко, Григорием Коханом, Григорием Липшицем, Антоном Тимонишиным, Леонидом Эстриным.
Скончался 21 июля 1972 года в Киеве.

## Фильмография

### Директор кинокартин
- 1972 — Семнадцатый трансатлантический - 10,2 млн зрителей.[2]
- 1972 — Тайник у красных камней[3]
- 1970 — Обратной дороги нет
- 1968 — Эксперимент доктора Абста - 29,4 млн зрителей.[2][4]
- 1968 — Вечер накануне Ивана Купала
- 1965 — Гибель эскадры - 19 млн зрителей.[2][5]
- 1965 — Родник для жаждущих
- 1959 — Таврия
- 1958 — Голубая стрела - 44,5 млн зрителей.[2][6]
- 1957 — Рождённые бурей

### Актёр
- 1965 — Гибель эскадры
- 1968 — Вечер накануне Ивана Купала — Пан [7]
- 1972 — Семнадцатый трансатлантический — эпизод